# Sarah Jezebel Deva
Sarah Jane Ferridge (Londres, 25 de fevereiro de 1977) é uma cantora inglesa, mais conhecida por seu nome de palco Sarah Jezebel Deva, foi vocalista de bandas como Cradle Of Filth, Therion, Mistic Circle, Mortiis e também da sua própria, chamada Angtoria.
Sarah fez carreira solo, lançando assim seu primeiro álbum chamado "A Sign Of Sublime", em fevereiro de 2010. Seu segundo álbum, chamado The Corruption of Mercy, foi lançado em 27 de junho de 2011 pela Listenable Records.

## Discografia
Solo
- 2010: A Sign of Sublime
- 2011: The Corruption Of Mercy

Cradle of Filth
- 1996 - Vempire or Dark Fairytales in Phallustein (EP)
- 1997 - Dusk... and Her Embrace
- 1998 - Cruelty and the Beast
- 1999 - From the Cradle to Enslave (EP)
- 2000 - Midian
- 2002 - Live Bait for the Dead (ao vivo)
- 2003 - Damnation and a Day
- 2004 - Nymphetamine
- 2005 - Peace Through Superior Firepower (ao vivo)
- 2006 - Thornography
- 2007 - Eleven Burial Masses (ao vivo)
- 2008 - Godspeed On The Devil’s Thunder

Angtoria
- 2004: Across Angry Skies (EP)
- 2006: God Has a Plan for Us All

Therion
- 1998: Vovin
- 1999: Crowning of Atlantis (EP)
- 2000: Deggial
- 2002: Live in Midgård (ao vivo)

Outros trabalhos
- 1998: Mysterion - Tulus
- 1998: Nexus Polaris - Covenant
- 1999: Infernal Satanic Verses - Mystic Circle
- 2001: The Smell of Rain — Mortiis
- 2002: Black Light District (EP) — The Gathering